# Sárvár
Sárvár – miasto w zachodnich Węgrzech w Komitacie Vas. W 2011 liczyło ponad 14,7 tys. mieszkańców; ma status miasta powiatowego – centrum administracyjnego Węgier Zachodnich.

## Położenie

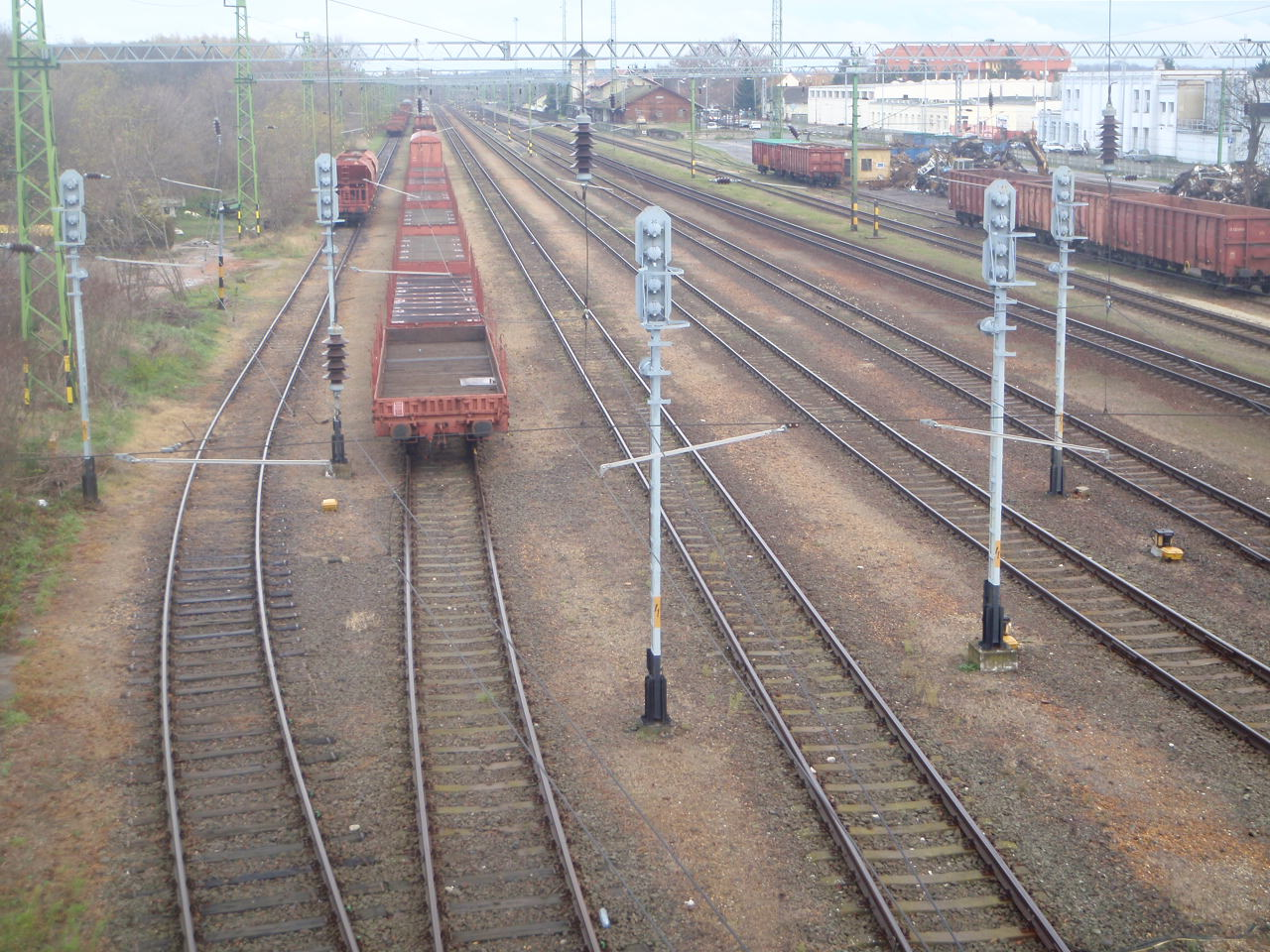
Stacja kolejowa na linii Székesfehérvár – Szombathely

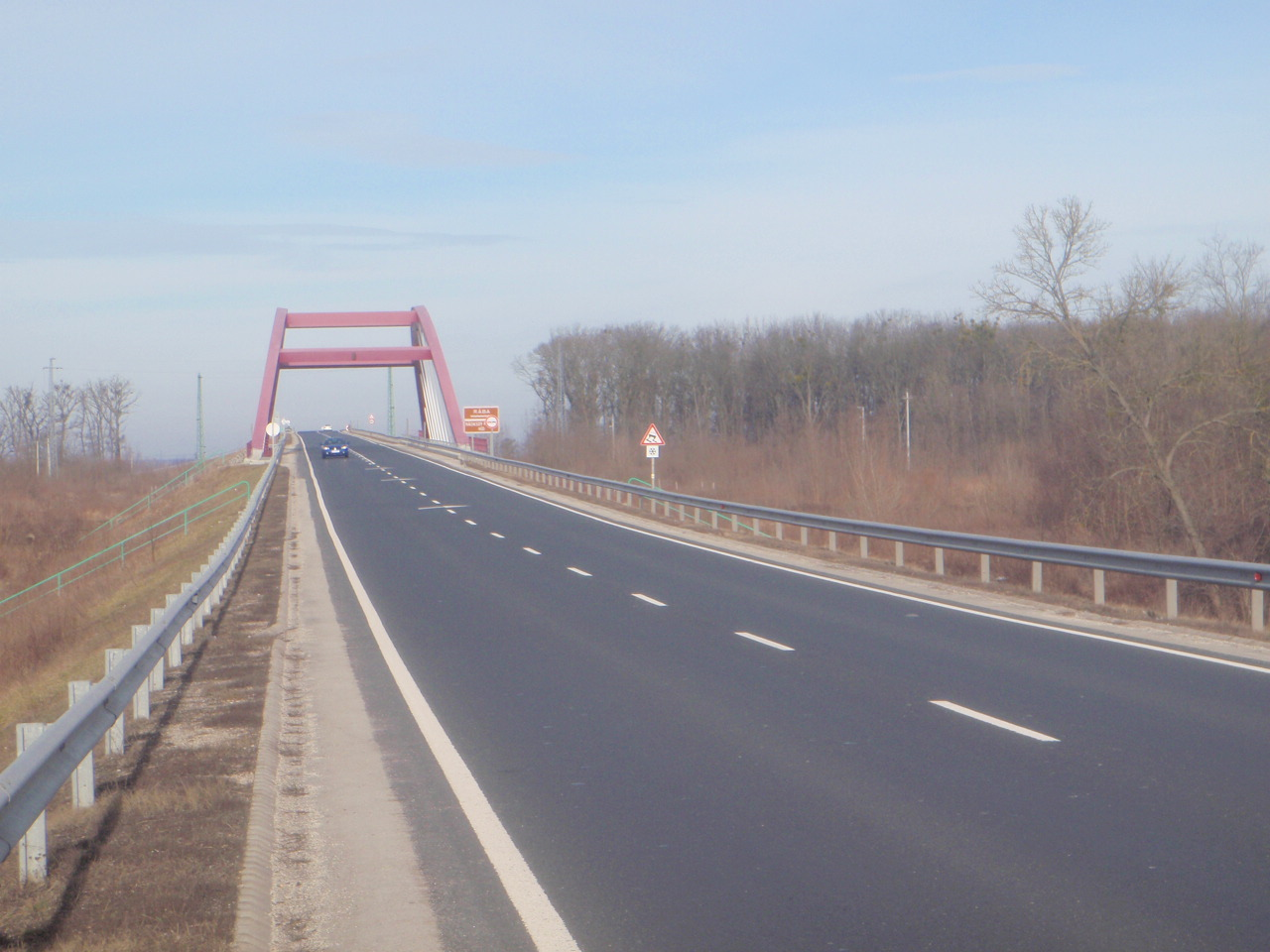
Most Ferenca Nádasdyego na Rabie w ciągu drogi nr 84

Miasto leży w komitacie Vas na drodze nr 84 między Sopronem i Balatonem. Można tam też dojechać drogą nr 88 prowadzącą do Szombathely. Obydwie drogi obecnie omijają miasto. W mieście znajduje się też przystanek na linii kolejowej 20 Székesfehérvár – Szombathely. W latach 1913–1974 przechodziła tędy linia kolejowa Sárvár–Répcevis–Felsőlászló, łącząca Sárvár z miastem Bük na północy, a przez nie z Kőszegiem oraz z  Zalabérem na południu.
Obecne miasto powstało po przyłączeniu do Sárváru w 1902 miejscowości Vármellék i Tizenháromváros, w 1912 Sár i Péntekfalu, a w 1968 Rábasömjén.

## Pochodzenie nazwy
Nazwa miasta, która może być przetłumaczona na polski jako "Błotny Zamek",  wskazuje na twierdzę wybudowaną na bagnistym terenie położonym nad potokiem Gyöngyös. Pierwotnie było tu grodzisko.

## Historia
W późnym średniowieczu miasto miało bardzo duże znaczenie. Znajduje się tu jeden z nielicznych na Węgrzech zamków na wodzie. W latach II wojny światowej mieścił się tutaj obóz dla internowanych polskich żołnierzy.

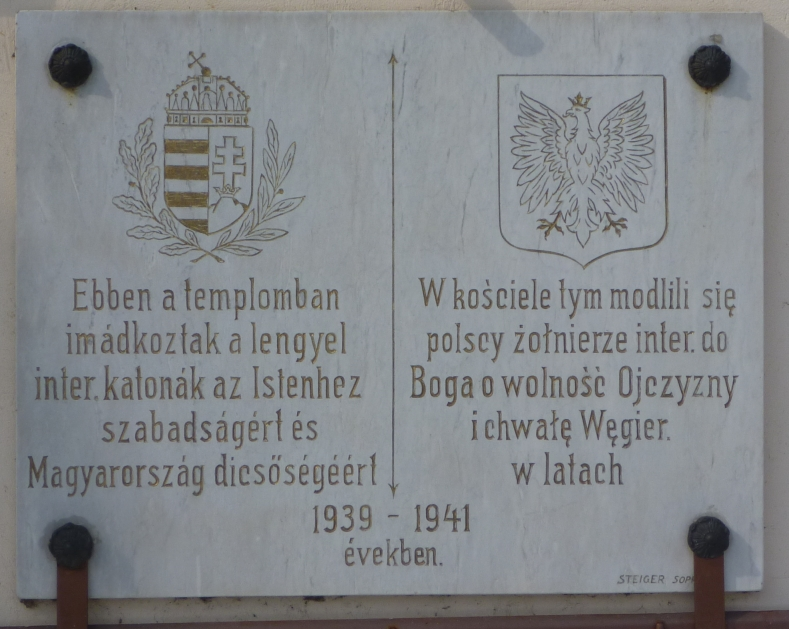
Napis na Kościele Św. Władysława I (Szent László katolikus templom)

## Turystyka
Pod względem liczby noclegów spędzonych w mieście przez turystów (447 tys.), Sárvár zajmuje 7. miejsce na Węgrzech (2012). Najwięcej gości przybyło tu z Czech (97 tys.), Austrii (96 tys.) oraz Niemiec (32 tys.).

### Atrakcje

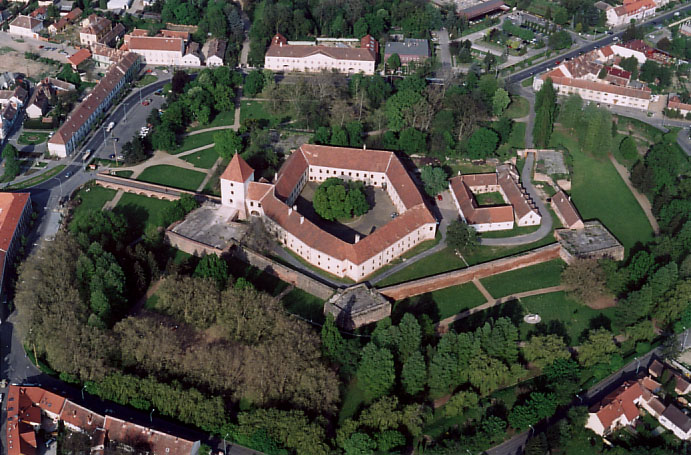
Zamek Nádasdyego

- Na miejscu zamku Nádasdyego, zamek istniał już w XIII wieku. Po wielu przebudowach w XVII wieku rodzina Nádasdy utworzyła z niego renesansowy pałac-zamek. Najciekawsza jest sala ceremonialna z freskami powstałymi w 1653 i 1769.
- Średniowieczny kościół rzymskokatolicki p.w. króla Świętego Władysława został przez Nádasdych przebudowany w 1645. W czasie powstania Rakoczego został zniszczony, a w 1732 odbudowany w stylu barokowym. W 1830 dokonano przebudowy w stylu klasycystycznym, a następnej w 1926. Przed kościołem stoi, pochodząca z 1701, kolumna Chrystusa.
- W pobliżu kościoła Św. Władysława stoi pierwsza w mieście szkołą, utworzona w 1535. Jej piętro dobudowano w 1830. Uczył tu m.in. Géza Gárdonyi.
- Kościół rzymskokatolicki w ówczesnej miejscowości Sár poświęcono św. Mikołajowi. Pierwsza wzmianka o nim pochodzi z 1454. Renowacji dokonano latach 1830 i 1868, a w XX wieku przebudowano go w stylu neogotyckim. Obok kościoła pochowano w 1556. Sebestyéna Tinódiego Lantosa.
- Kościół kalwaryjski wybudowany w 1758; w 1800 uzyskał dzisiejszy wygląd z dwoma wieżami.
- Kościół ewangelicki wybudowano w 1836 w stylu klasycystycznym.
- Kościół kalwiński konsekrowany w 1998[3].
- Gyógy- és Wellnessfürdő: termalne kąpielisko, w którym w 2002 otwarto również kąpielisko lecznicze i wellness. Kąpielisko wellness w 2008 zostało zaliczone przez komitet certyfikacji Węgierskiego Stowarzyszenia Kąpielisk do czterogwiazdkowej, najwyższej kategorii.
- Pałac Hatvany–Deutscha (inaczej Cukrowniany pałac) znajdujący się w zabytkowym parku obok byłej cukrowni. Budynek został zbudowany na zamówienie barona Béli Hatvanyego w latach 1898–1899 na podstawie projektu budapeszteńskiego architekta Ernő Schannena. Obecnie pusty i wystawiony na sprzedaż. Nie jest udostępniany dla publiczności.
- Arboretum o powierzchni prawie 10 ha utworzone w 1802. W istniejącym tu obecnie leśnym ośrodku uszlachetniania roślin prace prowadzone są w szklarni o powierzchni 520 m² i działce o powierzchni 1000 m²[4].
- Pierwsze konsole Xbox produkowano głównie w miejscowym zakładzie Flextronics.
- Przez miasto przebiega węgierski Krajowy Szlak Niebieski.

## Imprezy masowe
Tradycyjnie w ostatnią sobotę października odbywają się targi Szymona Judy – Simon-Júdás vásár. Impreza przekształca rynek wraz z przyległymi ulicami w główną ulicę miasta.

## Znane osoby
- Tu w latach 30. XVI w. Tamás Nádasdy stworzył centrum kulturalne dla arystokracji.
- W latach 1534–1543 działał János Sylvester, gramatyk i tłumacz Biblii.
- W latach 1541–1543 działał tu drukarz Benedek Abádi, który jako pierwszy na Węgrzech wydrukował książkę w języku węgierskim.
- Tu w latach 50. XVI w. działał lekarz Gáspár Szegedi Körös (Caspar Fraxinus Zegedinus).
- Tu w 1556 zmarł Sebestyén Tinódi Lantos, znacząca postać węgierskiej poezji epickiej
- Tu urodził się w 1564 r. botanik András Beythe.
- Tu w 1948 r. urodził się Csaba Hegedűs złoty medalista olimpijski, zapaśnik w stylu
- Tu w 1937 r. urodził się radiobiolog István Fendrik.
- Tu w 1910 r. (†1983) Sándor Burka solista grający na klarnecie i taragocie.
- Tu w 1612 urodził się István Vitnyédy, prawnik i bliski przyjaciel poety i wodza Nikoli Zrinskiego.
- Tu w latach 1883–1884 uczył Géza Gárdonyi.
- Tu w 1885 r. urodził się László Rudas, profesor uniwersytecki, członek zwyczajny Węgierskiej Akademii Nauk.
- Tu w 1892 r. urodził się (†1957) Zoltán Komondy, inżynier mechanik, profesor politechniki.
- Tu spędził dzieciństwo László Kabos (1923–2004) - komik, aktor teatralny.
- Tu w 1918 r. urodził się Ernő Urbán, pisarz, laureat nagrody Kossutha.
- Tu w młodości, w latach 1930-1932 mieszkał Lajos Kónya, poeta, laureat nagrody Kossutha.
- Tu w 1931 r. (†1966) urodził się István Károly Horváth, filolog klasyczny, nauczyciel akademicki, tłumacz.
- Tu w 1921 r. zmarł Ludwik III, ostatni król Bawarii.
- Tu w 1954 r. urodził się Tamás Lakner, skrzypek, nauczyciel muzyki.
- Tu w 1966 r. urodził się Gáspár Stekovics, artysta fotografik.
- Tu w 1977 r. urodziła się Judit Rezes, aktorka, laureatka nagrody Mari Jászai, gra na scenie Katona József Színház w Budapeszcie.
- Tu urodził się József Horváth (1952-1998), który publikował pod pseudonimem Dániel Attila. Tomik jego poezji pod tytułem Idegmuzsika, ukazał się pośmiertnie w 1999 r. Wychowywał się w Zsédeny i już w szkole podstawowej nauczyciele zauważyli jego talent. Później jednak z powodu pochodzenia (jego przodkowie byli służącymi we dworze w Zsédeny) nie mógł uzyskać powodzenia. Z powodu poglądów politycznych, w okresie rządów Jánosa Kádára skazano go na 12 miesięcy domu poprawczego. W 1968 r. odegrał rolę wśród buntującej się młodzieży dzięki swoim wierszom.
- Tu w 1984 r. urodził się Gergely Savanyu, aktor Teatru Petőfiego w Sopronie, a wcześniej Teatru Narodowego w Segedynie.
- Tu w 1923 r. urodził się Kálmán Fülöp, tekściarz, poeta, aktor.

## Szkoły
- Barabás György Műszaki Szakközépiskola és Szakiskola, (Technikum i Szkoła Zawodowa im. Györgya Barabása) barabas.sulinet.hu
- Nádasdy Tamás Általános Iskola (Szkoła Podstawowa im. Tamása Nádasdyego) nadasdyiskola.hu
- Sárvári Gárdonyi Géza Általános Iskola, (Szkoła Podstawowa im. Gézy Sárvári Gárdonyiego) gardonyisarvar.fw.hu
- Szent László Katolikus Általános Iskola szlki.hu
- Tinódi Sebestyén Gimnázium és Idegenforgalmi, Vendéglátói Szakképző Iskola, (Liceum i Turystyczno–Gastronomiczna Szkoła Zawodowa im. Sebestyéna Tinódiego) stg.sarvar.hu

## Galeria

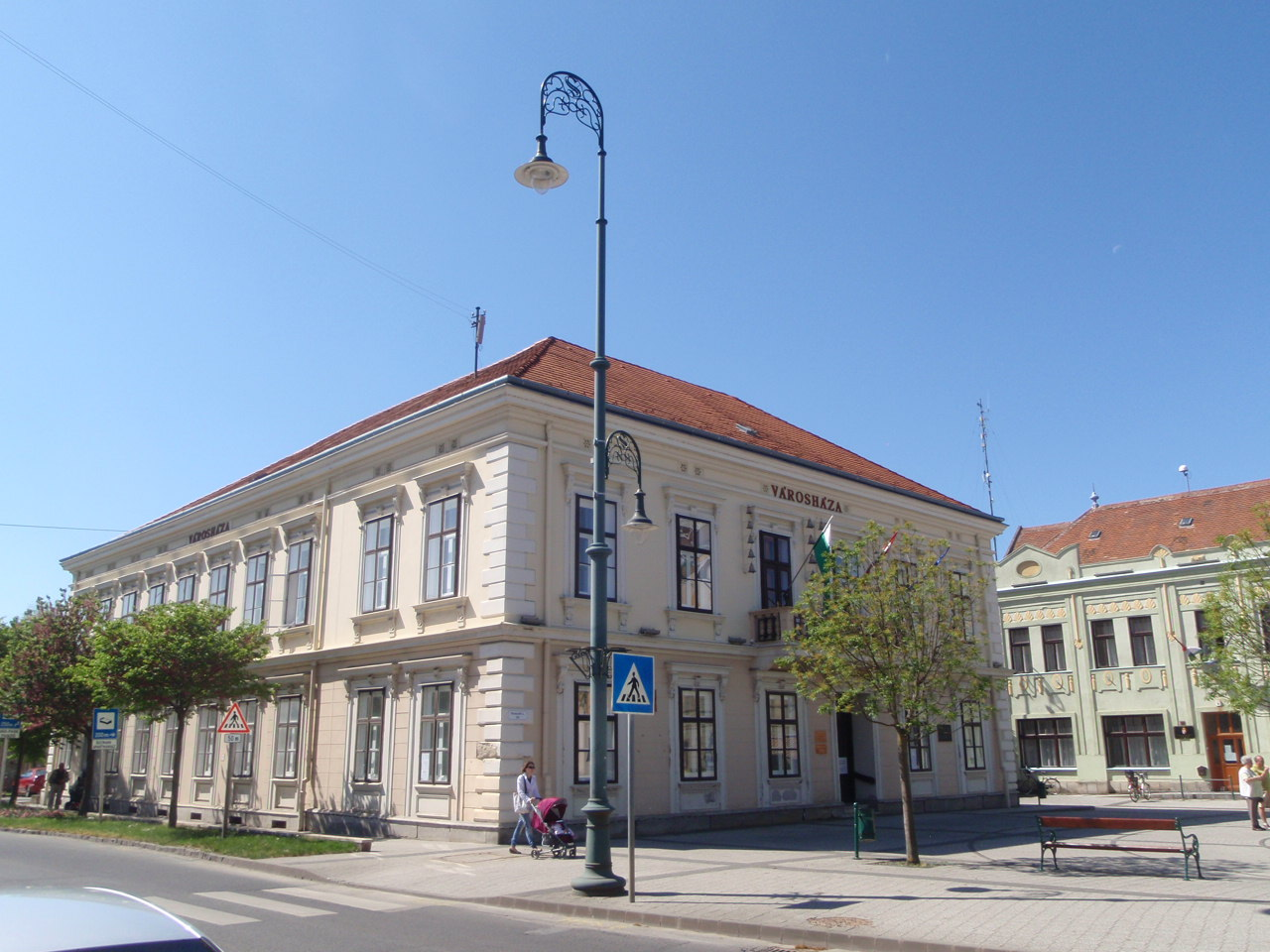
Ratusz
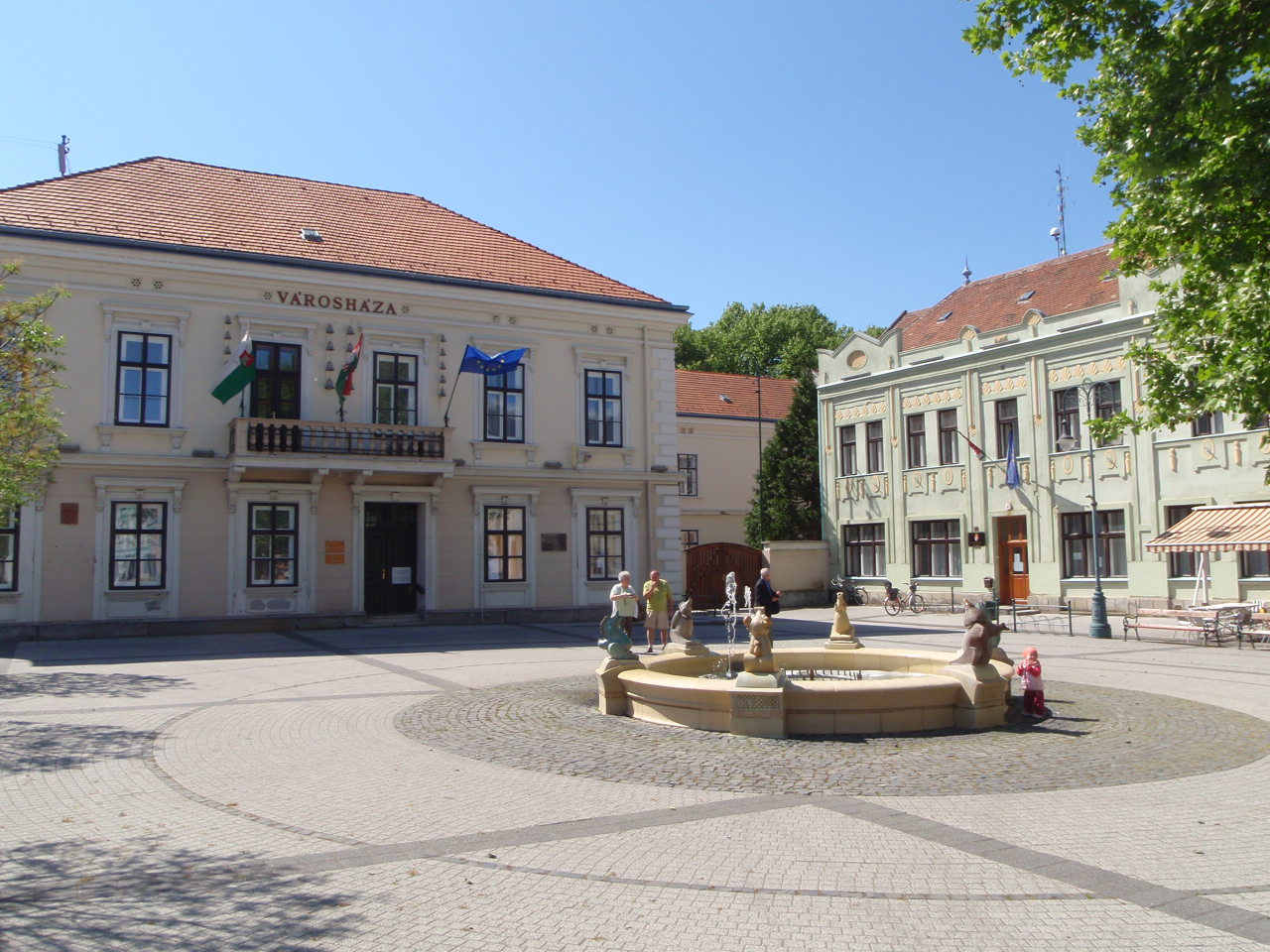
Plac Kossutha, z lewej strony ratusz
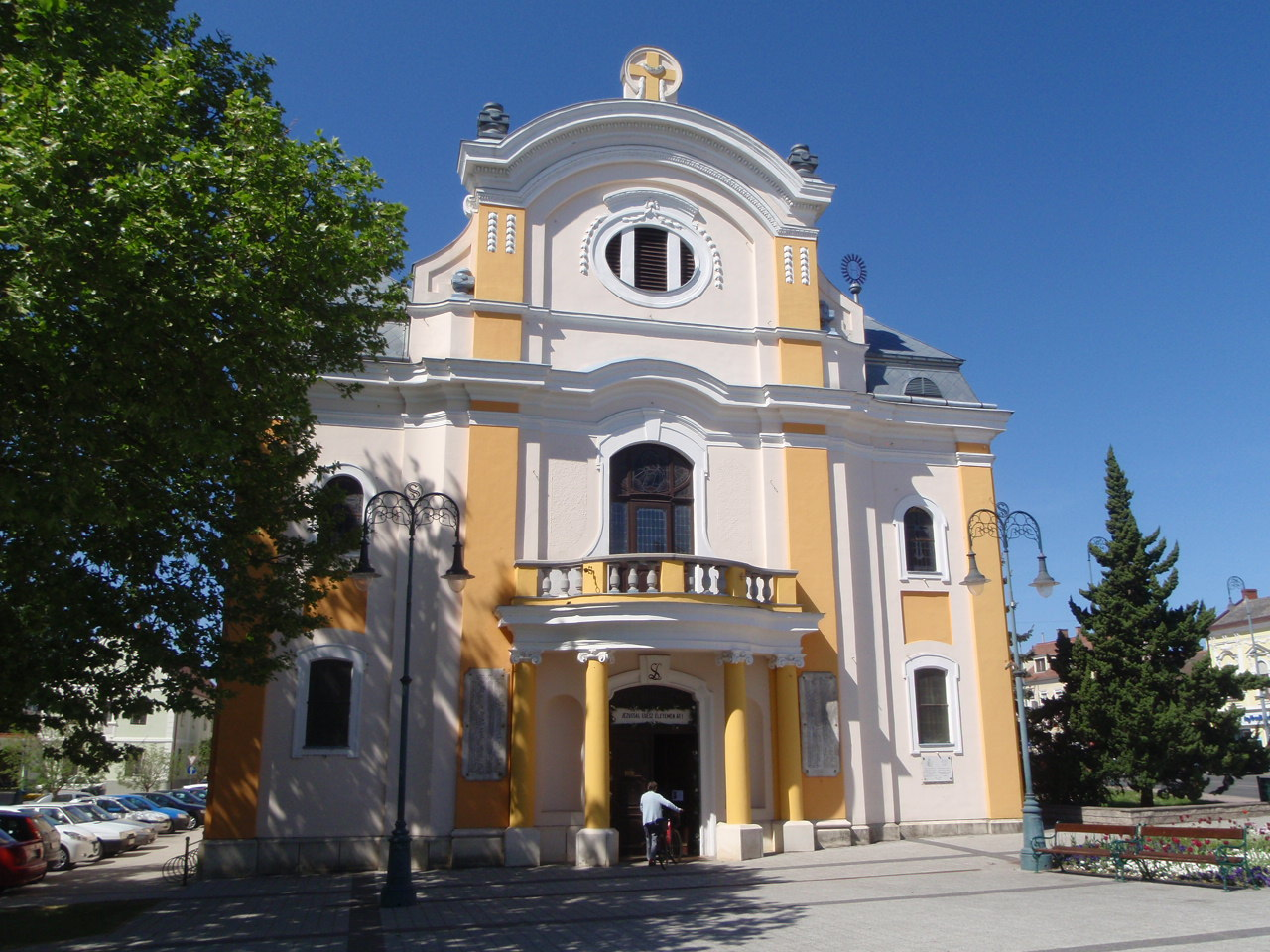
Kościół Św. Władysława
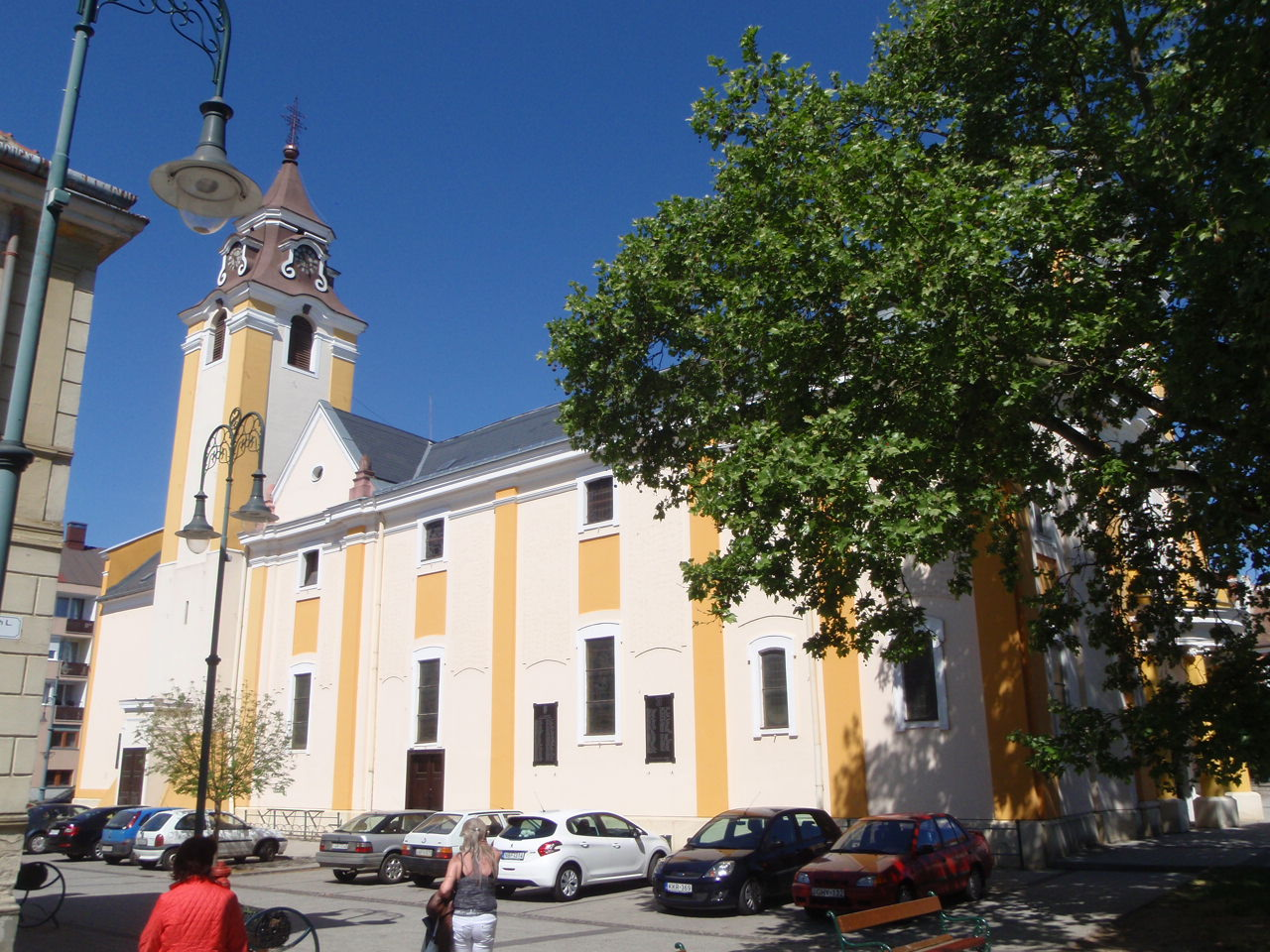
Kościół Św. Władysława
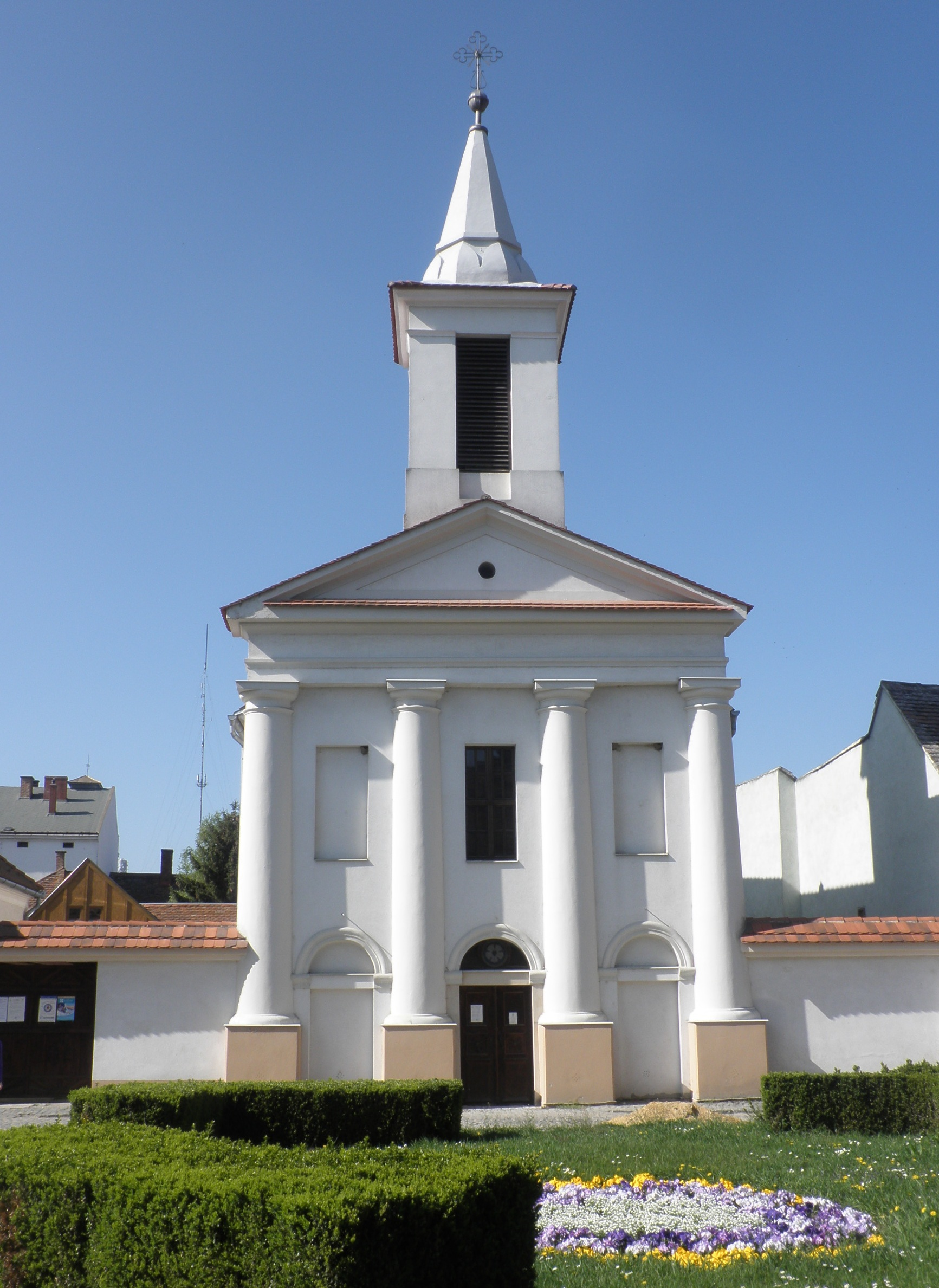
Kościół ewangelicki
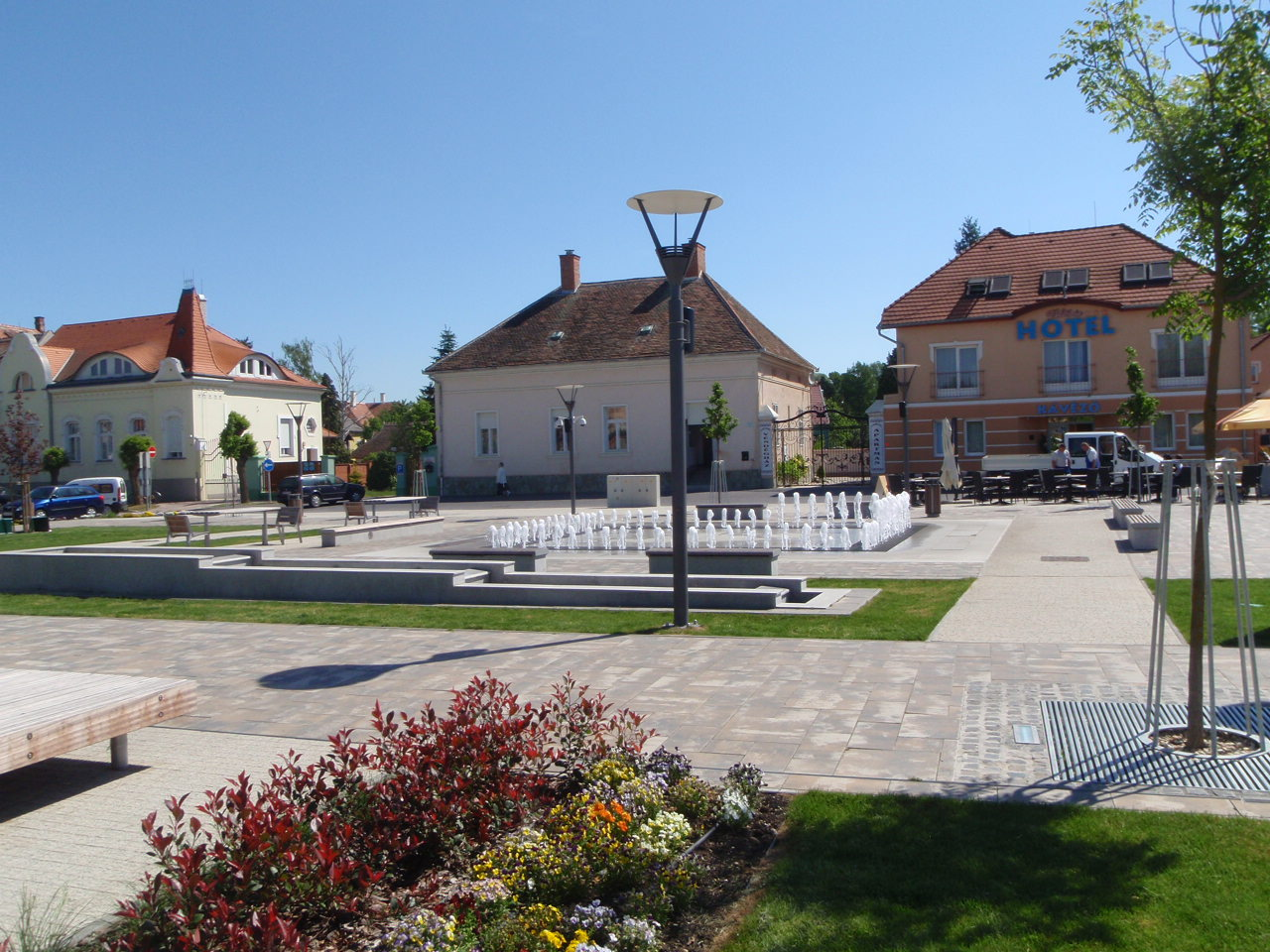
Odnowiony w 2014 r. Posta tér (plac Pocztowy)
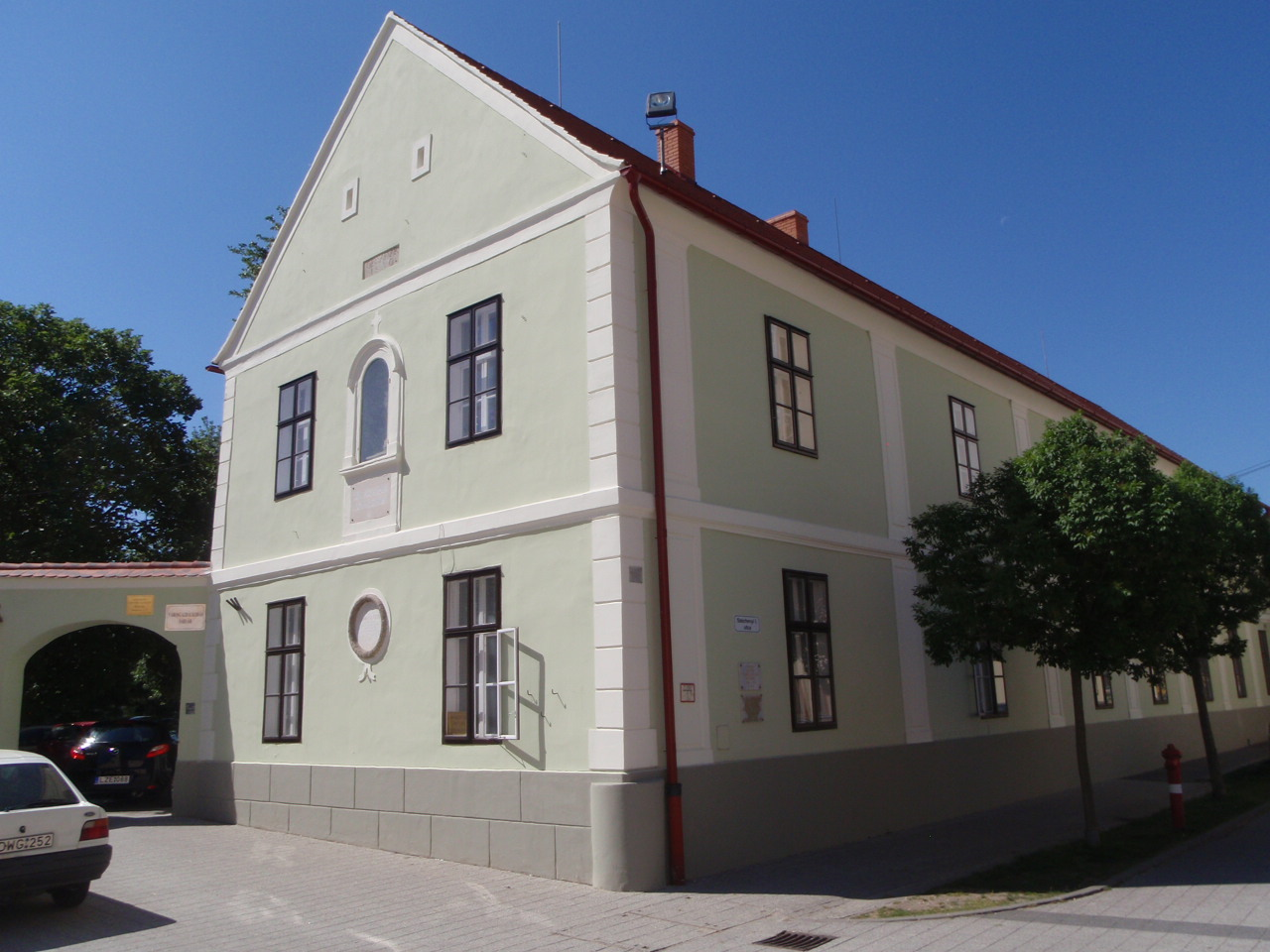
Ulica Széchenyiego, dawna szkoła, tu w latach 1883-1884 uczył Géza Gárdonyi
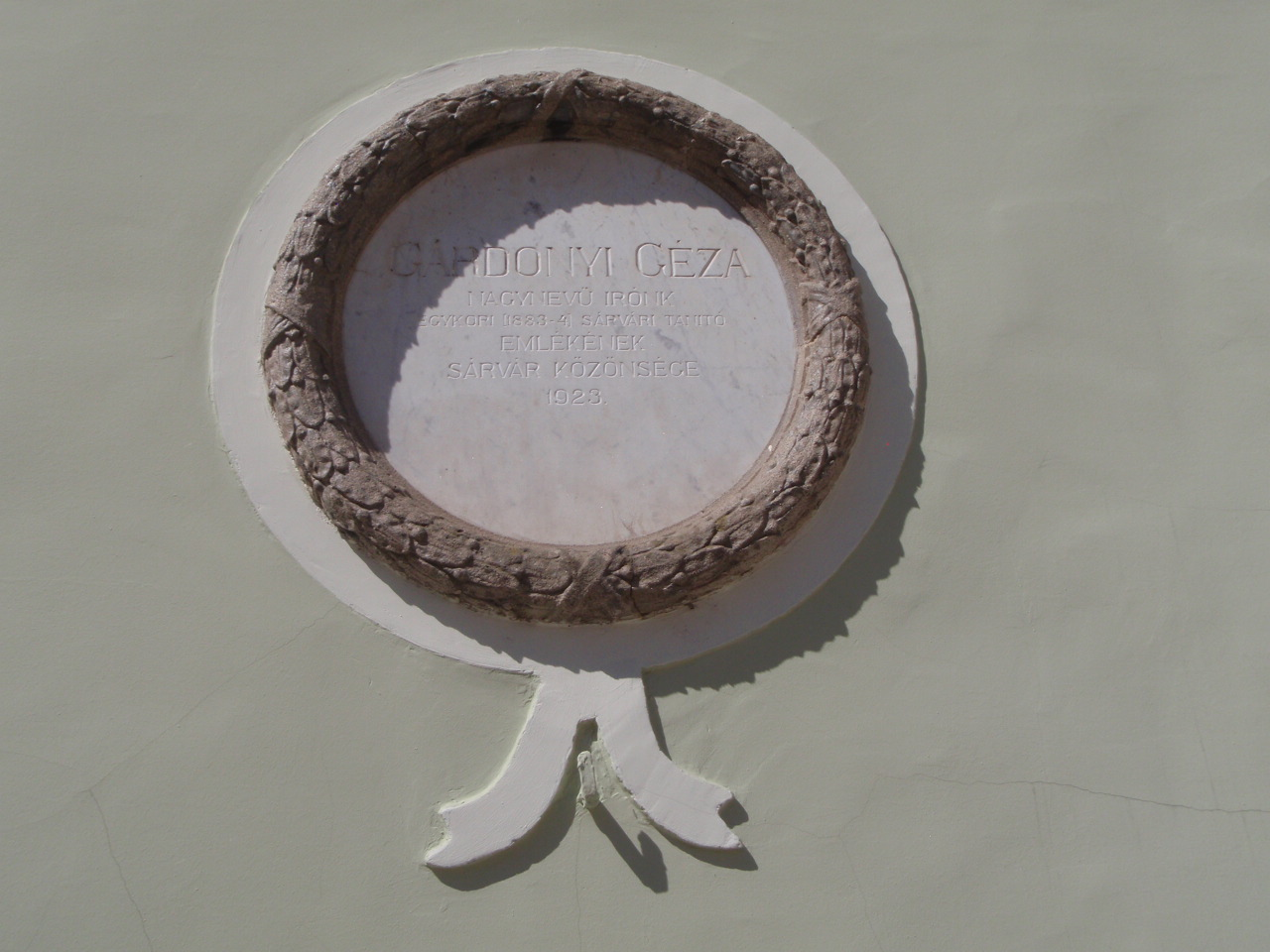
Tablica pamiątkowa na ścianie budynku na ul. Széchenyiego (1923)
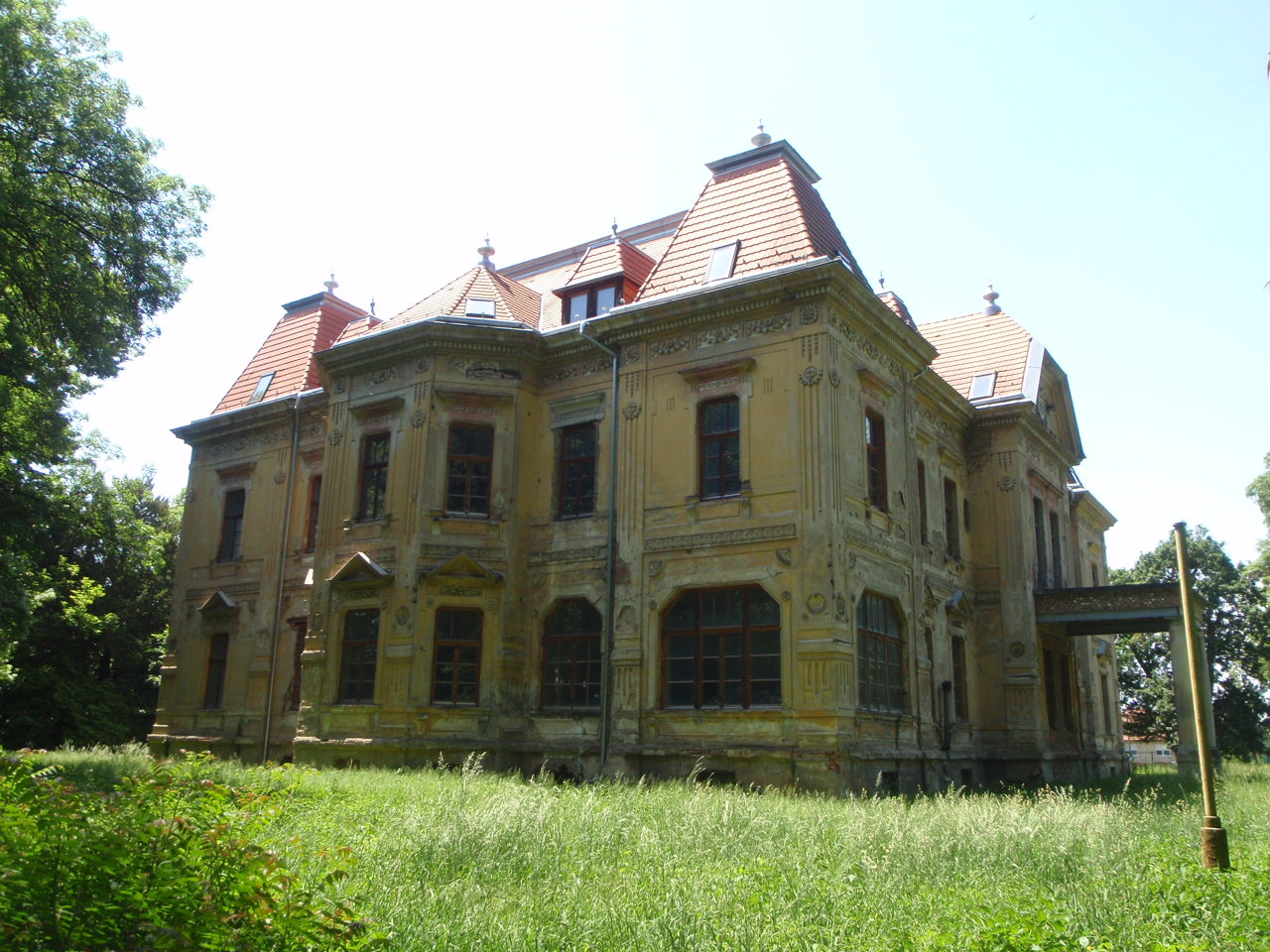
Pałac Hatvany–Deutscha, bardziej znany jako pałac cukrowniany

## Miasta partnerskie
- Seini
- Sonntagberg
- Steinheim an der Murr